# Miantochora polychroaria
Miantochora polychroaria är en fjärilsart som beskrevs av Paul Mabille 1890. Miantochora polychroaria ingår i släktet Miantochora och familjen mätare. Inga underarter finns listade i Catalogue of Life.